# Севастос Леондиадис
Севастос Леондиадис (на гръцки: Σεβαστός Λεοντιάδης) е гръцки свещеник и просветен деец от т.нар. новогръцко просвещение.

## Биография
Леондиадис е роден през 1690 година в македонския град Костур. Учи в костурското училище Киридзи, основано в Долца през 1711 година, като учител му е Методий Антракитис, а съученик бъдещият математик Баланос Василопулос. След това продължава обучението си в Сятища и Янина и заминава за Италия, където учи философия и литература в Падуанския университет. Връща се в Костур и е назначен за директор на училището Кирици (1726 - 1728). След това преподава в училищата в Кожани и Царицани, а в 1738 - 1746 в престижната Нова академия в Москополе, където прилага иновативни методи и курсове за обучение.
През 1740 година е ръкоположен за свещеник от митрополит Хрисантос Костурски. След Москополе се връща в Костур, където преподава до смъртта си, която най-вероятно настъпва през 1765 година.